# HallandsMästaren
HallandsMästaren är ett travlopp för treåriga och äldre varmblodstravare som körs på Halmstadtravet i Halmstad i Hallands län varje år i slutet av september. Loppet körs över distansen 2140 meter med autostart (bilstart). Förstapris i loppet är 125 000 kr. År 2018 var det 150 000 kr.
Stjärnhästar som Spring Erom (2012) och Commander Crowe (2008) har vunnit loppet.

## Vinnare
| År   | Häst              | Kusk                 | Tränare         | Tid    | Tvåa              | Trea              |
| ---- | ----------------- | -------------------- | --------------- | ------ | ----------------- | ----------------- |
| 2024 | San Moteur        | Björn Goop           | Björn Goop      | 1.11,3 | Indy Rock         | Toto Barosso      |
| 2023 | Aetos Kronos      | Örjan Kihlström      | Jerry Riordan   | 1.11,9 | Heart of Steel    | Cokstile          |
| 2022 | Oscar L.A.        | Joakim Lövgren       | Joakim Lövgren  | 1.11,7 | Rackham           | Slide So Easy     |
| 2021 | Pinto Bob         | Johnny Takter        | Robert Bergh    | 1.11,4 | Speedy Face       | Axl Rose          |
| 2020 | Kick Off Classic  | Christoffer Eriksson | Trond Anderssen | 1.11,9 | Pastore Bob       | Heart of Steel    |
| 2019 | Rajesh Face       | Adrian Kolgjini      | Adrian Kolgjini | 1.12,6 | Generaal Bianco   | Justice Ås        |
| 2018 | Giveitgasandgo    | Kevin Oscarsson      | Frode Hamre     | 1.12,1 | Probo Op          | Turno di Azzurra  |
| 2017 | VästerboontheNews | Johnny Takter        | Lars Brindeborg | 1.11,7 | Spring Erom       | El Mago Pellini   |
| 2016 | Takethem          | Steen Juul           | Steen Juul      | 1.12,1 | VästerboontheNews | Allaballakaitoz   |
| 2015 | Montgomery Hill   | Flemming Jensen      | Flemming Jensen | 1.12,2 | Stelton           | Dreams Take Time  |
| 2014 | VästerboontheNews | Peter Ingves         | Petri Puro      | 1.13,1 | Nothing But Class | New Line          |
| 2013 | Montgomery Hill   | Kenneth Haugstad     | Flemming Jensen | 1.12,7 | Strong Boy D.E.   | Beanie M.M.       |
| 2012 | Spring Erom       | Björn Goop           | Håkan Olofsson  | 1.13,3 | Rutger Raket      | G.H.Nemo          |
| 2011 | Go On Pale        | Johnny Takter        | Kari Lähdekorpi | 1.12,9 | Strong Boy D.E.   | Classic Grand Cru |
| 2010 | Classic Grand Cru | Steen Juul           | Steen Juul      | 1.13,9 | Garland Kronos    | Bring Me Luck     |
| 2009 | Go On Pale        | Thomas Uhrberg       | Kari Lähdekorpi | 1.13,5 | Skogans Joker     | Classic Grand Cru |
| 2008 | Commander Crowe   | Johnny Takter        | Petri Puro      | 1.12,6 | Sundance Clover   | Red Chili Pirat   |